# Anostirus purpureus
Espèce
Synonymes
- Elater haematodes Fabricius, 1777[1]

Anostirus purpureus est une espèce de coléoptères de la famille des Elateridae.

## Systématique
L'espèce Anostirus purpureus a été initialement décrite en 1761 par Nicolaus Poda von Neuhaus (1723-1798), entomologiste autrichien, sous le protonyme de Corymbites purpureus.